# Ulea
Ulea, biljni rod iz porodice Rhachitheciaceae, dio reda Dicranales. Jedina priznata vrsta je Ulea yesensis A.Jaeger

## Nekada uključivane vrste
- Ulea octoblepharis (A. Jaeger) Müll. Hal. = Zanderia octoblepharis (A. Jaeger) Goffinet
- Ulea palmicola Müll. Hal. = Uleastrum palmicola (Müll. Hal.) R.H. Zander
- Ulea paraguensis (Besch.) Broth. = Uleastrum paraguense (Besch.) W.R. Buck
- Ulea welwitschii (Duby) Broth. = Rhachithecium welwitschii (Duby) R.H. Zander